# ようかんぱん

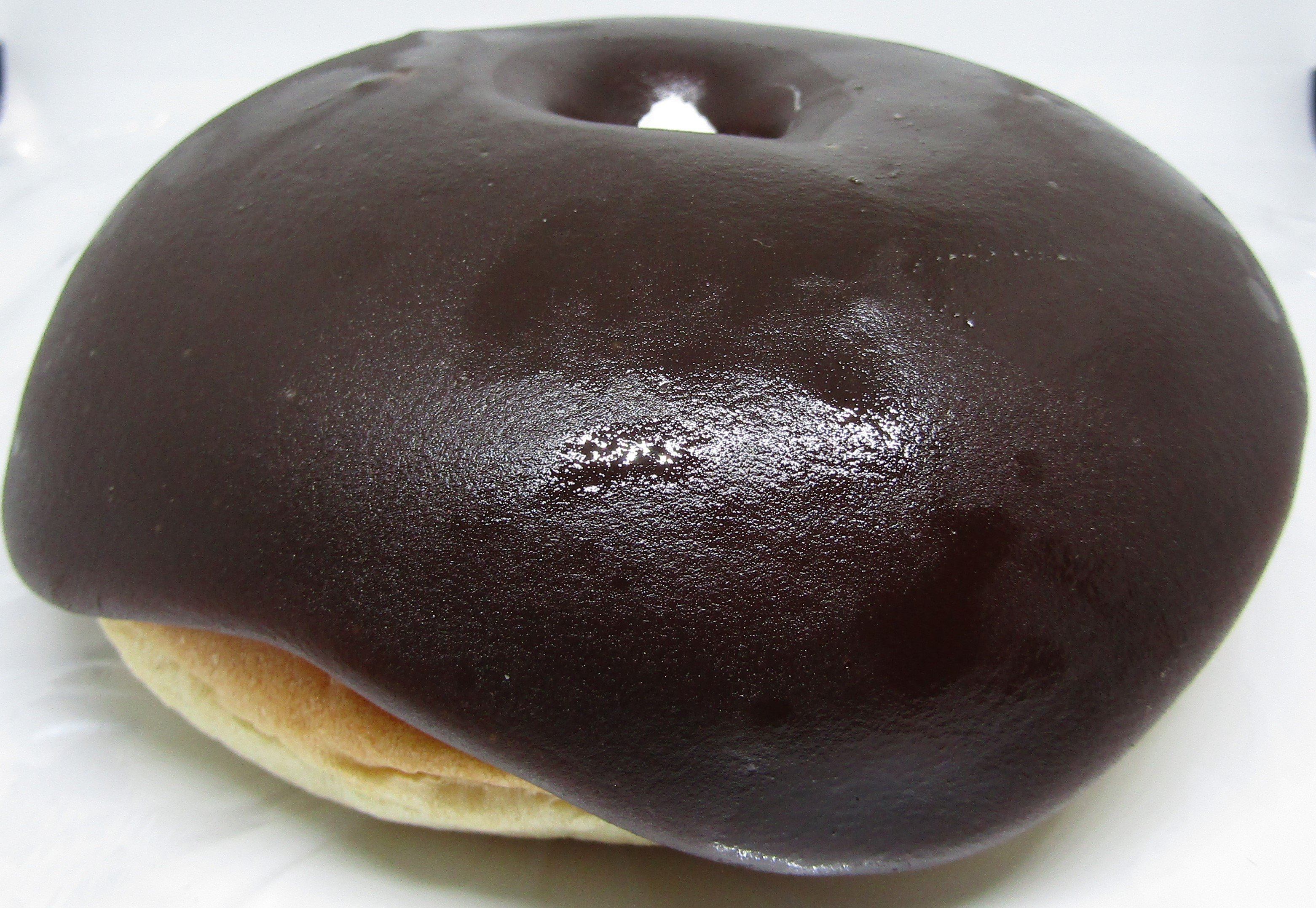
ようかんぱん（富士製パン）

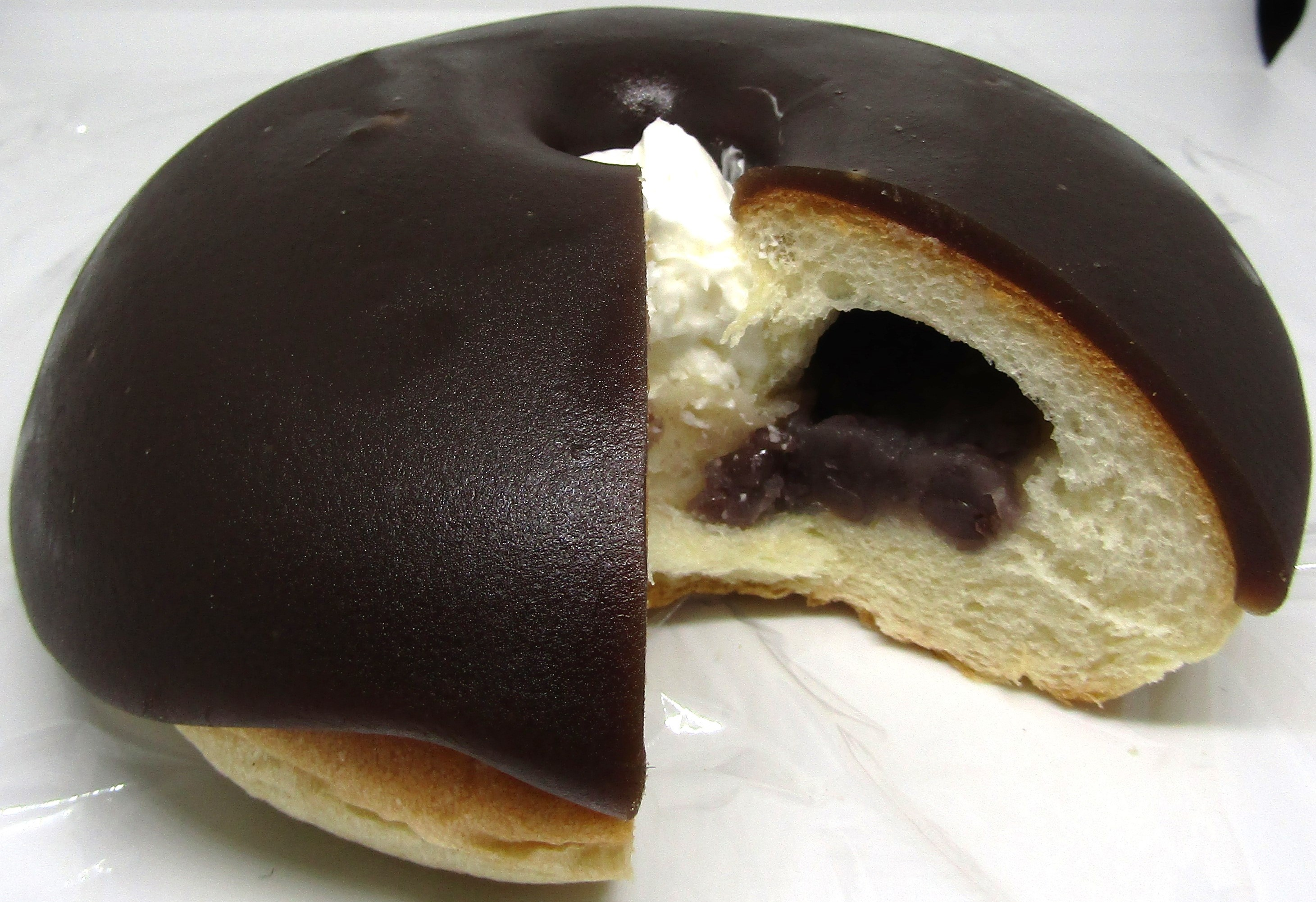
中にはつぶあんが入っている

ようかんぱんは、つぶあんパンの上に液状のようかんをかけ、中央にホイップクリーム（バニラクリーム）をのせた菓子パン。
作り方は、つぶあんを包んだあんぱんの上半分を液体のようかんにくぐらせてコーティングし、中央のくぼみにバニラクリームを絞り出す。静岡県富士市周辺のみで販売されている。
北海道に同名のようかんパンという菓子パンが存在するが、静岡県のようかんぱんがあんぱんであるのに対し、北海道はホイップクリームを挟んだコッペパンである。

## 沿革
約50年程前に静岡県東部で生まれた。当時、高価だったチョコレートの代用として製菓用のようかんを溶かして使ったのがはじまり。
静岡県富士市の富士製パンでは1960年より、ようかんぱんの製造を開始。かつては数軒のパン屋で作られていたものの、製造に手間が掛かり機械化も難しいため、現在は富士製パンのみで製造されている。

### 年表
- 1960年（昭和35年） - 富士製パンがようかんぱんの製造を開始[2]
- 2008年（平成19年） - 富士ブランド認定
- 2009年（平成20年） - 富士のふもとのグルメコンテスト2009パン部門グランプリ受賞[5]
- 2010年（平成21年） - 「第1回日本全国ご当地パン祭り」の人気投票で第3位獲得[6][7]